# سيلفستر غروت
سيلفستر غروت (بالألمانية: Sylvester Groth)‏ (و. 1958 – م) هو ممثل، ومغن، وممثل مسرحي، وممثل أفلام من ألمانيا . ولد في يريشو.

## روابط خارجية
- سيلفستر غروت على موقع IMDb (الإنجليزية)
- سيلفستر غروت على موقع مونزينجر (الألمانية)
- سيلفستر غروت على موقع ألو سيني (الفرنسية)
- سيلفستر غروت على موقع ميوزك برينز (الإنجليزية)
- سيلفستر غروت على موقع أول موفي (الإنجليزية)
- سيلفستر غروت على موقع قاعدة بيانات الأفلام السويدية (السويدية)
- سيلفستر غروت على موقع ديسكوغز (الإنجليزية)
- سيلفستر غروت على موقع قاعدة بيانات الفيلم (الإنجليزية)
- سيلفستر غروت على موقع كينوبويسك (الروسية)